# Stelis subglauca
Stelis subglauca är en biart som först beskrevs av Cockerell 1925.  Stelis subglauca ingår i släktet pansarbin, och familjen buksamlarbin. Inga underarter finns listade i Catalogue of Life.